# Таламбас
Планина Таламбас простире се између Суве планине и планине Руја, односно између села Пресеке на истоку, Свођа и Састава река на западу, Раките и Бериног извора на југу и Љуберађе и Бердуја на северу. Од Суве планине одвојена је речном долином реке Лужнице у атару села Љуберађе, а од Руја речном долином Ракитске реке у којој су смештена села Берин извор и Ракита. Највиши врхови Таламбаса су Црни врх (1 463 m), Гној (1 406 m), Просечени камен (1 392 m), Беринска чука (1 379 m) и Пресечка чука (1 306 m). Негде на средини венца, између села Пресека и Бердуја, налази се и врх Таламбас (1 258 m). 
Таламбас је планина благих падина, богата шумама и пашњацима. Село Стрелац налази се у целини на овој планини, док је село Студена делом на Таламбасу, а делом на Столској планини.